# Ріппа Сергій Петрович
Сергій Петрович Ріппа (15 вересня 1957; м. Потсдам, Німеччина) — український науковець галузі інформаційних технологій, доктор економічних наук, професор, автор понад 100 наукових праць — монографій, посібників, підручників, статей, доповідей, навчально-методичних робіт.

## Життєпис
Ріппа Сергій Петрович, народився 15 вересня 1957 року у місті Потсдам (Німеччина), де на той час батько служив військовим лікарем і очолював військовий шпиталь. Батько, Ріппа Петр Олексійович, українець, мати Ріппа Валентина Іванівна, росіянка. З 1964 року Ріппа С. П. вчився в середній школі Ростова-на-Дону, це була спеціалізована школа з розширеним викладанням німецької мови, і закінчив її у 1974 році.
У 1979 році закінчив Ростовський–на-Дону інститут народного господарства «РІНХ» за спеціальністю «Організація механізованої обробки економічної інформації», кваліфікація: інженер-економіст. У 1981—1984 рр. навчався в аспірантурі КНЕУ.
у 1981-му, вступив до аспірантури Київського інституту народного господарства, де працював також викладачем на кафедрі машинної обробки економічної інформації та за сумісництвом інженером в науково-дослідному центрі цього ж інституту.
У 1985—1999 рр. — асистент, викладач, доцент, завідувач кафедри Тернопільського національного економічного університету. Захистив кандидатську дисертацію у КНЕУ (1985 р.), наукове стажування в Німеччині (1989—1990 рр.), докторантура КНЕУ (1992—1996 рр.), наукове стажування в Німеччині (1994—1995 рр.), захистив докторську дисертацію у КНЕУ (1998 р.).
З 1999 року після переведення почав працювати у фінансовоекономічному інституті м. Ірпінь, який пізніше стає Академією, а потім і Національним університетом державної податкової служби України (НУДПСУ). Нині — Університет державної фіскальної служби України
Університет державної фіскальної служби України. Наказом ДПА України № 429 від 29.10.2001 Ріппі С. П. присвоєне спеціальне звання радника податкової служби І рангу, а у 2002 році — вчене звання професора кафедри інформаційних систем і технологій.
Одружився у січні 1987 року, дружина — Ріппа Марія Богданівна, також викладач ТІНГу. У вересні цього ж року народився син Петро. У 1996 році народилася донька Юлія.
У період з 2001 по 2014 роки очолював науково-дослідну лабораторію і відділ інформаційно-аналітичних технологій в оподаткуванні науково-дослідного центру з проблем оподаткування Національного університету державної податкової служби України, брав активну участь в організації робіт щодо реалізації Програм інформатизації податкової служби. У цей період Ріппа С. П. був організатором НДР і науковим керівником дослідних тем, які виконувалися на замовлення ДПА України, а саме: «Розробка системи електронної освіти з елементами дистанційного навчання в органах ДПС України», «Створення електронної бібліотечної системи для підвищення кваліфікації і перепідготовки кадрів ДПС України» тощо. Професор кафедри в КНЕУ, сумісник (2019—2020 рр.)
Навчальні дисципліни, які викладає: дослідження операцій, корпоративні інформаційні системи, методи і моделі управління ризиками, управління проектами інформатизації.
У 2014 році брав активну участь у створенні факультету інформаційних технологій та менеджменту, який очолив і працював його директором до 2018 року, який починаючи з 2015 року реорганізований і перейменований в навчально-науковий інститут інформаційних технологій та менеджменту (ННІІТМ), а в даний час — ННІІТ. З 2018 року Ріппа С. П. працює професором кафедри економічної кібернетики ННІІТ й за сумісництвом — професором кафедри інформаційних систем в економіці КНЕУ.
Ріппа С. П. брав і бере активну участь у організації і є членом оргкомітету міжнародної науково-практичної конференції «Проблеми впровадження інформаційних технологій в економіці», яка з 2000 року проводилася вже десять разів на базі УДФСУ у співпраці з КНЕУ, НТУУ «КПІ». Починаючи з 2001 року Ріппа С. П. є активним учасником, організатором і неодноразовим членом програмного комітету міжнародної науково-практичної конференції ІДААКС, яка окрім України проводилася в Італії, Болгарії, Чехії, Польщі, Німеччині, Румунії тощо та з 2018 року індексується в Скопусі.
У період з 2002 по 2017 рік. Ріппа С. П. був членом спеціалізованих кандидатських і докторських вчених рад з захисту дисертацій в УДФСУ за спеціальністю «Фінанси, грошовий обіг і кредит» та в Національному авіаційному університеті України і Європейському університеті за спеціальністю «Економіко-математичне моделювання», також Ріппа С. П. досить часто виступає офіційним опонентом під час захисту кандидатських і докторських дисертацій за профілем ІТ та економіко-математичного моделювання. Під науковим керівництвом Ріппи С. П. були підготовлені та успішно захищені дві дисертації.
14 грудня 2018 р. на факультеті інформаційних технологій завершив роботу з акредитаційної експертизи освітньо-професійною програми Економічна кібернетика зі спеціальності 051 Економіка галузі знань 05 «Соціальні та поведінкові науки» другого (магістерського) рівня вищої освіти.

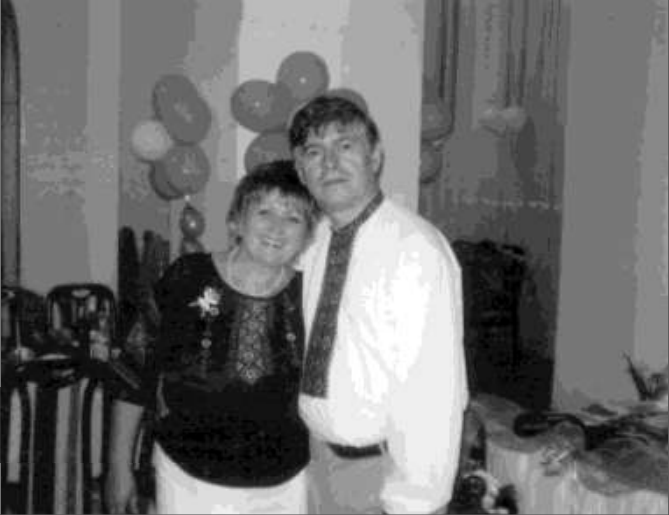
З дружиною Марією Богданівною Ірпінь, 2010 рік

За період наукової та навчально-методичної діяльності Ріппа С. П. був автором, оприлюднив і брав участь у виданні понад 100 наукових праць — монографій, посібників, підручників, статей, доповідей, навчально-методичних робіт тощо.
Під часроботи в Університеті Державної фіскальної служби України Ріппа С. П. був членом вченої ради УДФСУ, працював на посаді професора кафедри економічної кібернетики ННІІТ УДФСУ і викладав курси «Моделі економічної динаміки», «Адміністрування мережних ресурсів і мережна безпека», «Прогнозування соціальноекономічних процесів» і «Управління проектами інформатизації» тощо. 
На даний час працює в Київському національному економічному університеті імені Вадима Гетьмана. 

## Автор наукових праць
- Совершенствование информационного обеспечения технологии программирования экономических задач с использованием реляционных СУБД / С. П. Риппа // Актуальные проблемы социально-экономического развития общественного производства: матер. науч.-практ. конф. — К. : КИНХ, 1983. — С. 4.
- Выбор прототипов пластмассовых деталей для использования передового опыта предприятий / С. П. Риппа, А. И. Школьник, В. И. Гринблат, Г. И. Киреев // Сборник научн. трудов НПО «Пластик». — М., 1984. — С. 69–83.
- Использование банков данных для систем автоматизированного контроля / С. П. Риппа, А. С. Олексюк // Системы контроля параметров электронных устройств и приборов: матер. Республ. науч.-техн. семинара. — К., 1984. — С. 129.
- Реляционный подход к автоматизации проектных методов программного обеспечения / С. П. Риппа // АСУ. Машинная обработка информации. — 1985. — Вып. 40. — С. 55–64.
- Комплексный экономический анализ в управлении объединением на основе автоматизированного банка данных / С. П. Риппа, Т. А. Писаревская // Совершенствование организационноэкономического механизма управления объединением. — 1985. — С. 40–43. — Деп. УкрНИИНТИ, № 1231-Vk-85.
- Совершенствование методов проектирования прикладного программного обеспечения АСУ с использованием средств СУБД / С. П. Риппа // Актуальные проблеми социального развития общественного производства: сб. науч. трудов. — К., 1985. — С. 89–92. — Деп. УкрНИИНТИ, № 164-IVk.
- Разработка прикладного программного обеспечения аналитических задач средствами СУБД / С. П. Риппа, А. С. Олексюк, В. Н. Олейко. — Львов, 1985. — С. 108—111. — Деп. УкрНИИНТИ, № 298-Vk-86.
- Совершенствование методов проектирования прикладного программного обеспечения АСУ с использованием средств СУБД: автореф. дис. … канд. экон. наук : 08.00.13 / Сергей Петрович Риппа. — К., 1985 — 24 с.
- Автоматизация разработки прикладного программного обеспечения экономических задач средствами СУБД / С. П. Риппа, А. С. Олексюк, В. Н. Олейко. — К., 1986. — С. 52–61. — Деп. УкрНИИНТИ, № 168-IV-86.
- Методика совершенствования технологии проектирования программного обеспечения АСУ с использованием средств реляционных баз данных / С. П. Риппа, А. С. Олексюк, В. Н. Олей- 18 ко. — Львов, 1987. — Деп. УкрНИИНТИ, Львовский МТЦНТИ, № 87-089
- Разработка прикладного программного обеспечения СУБД / С. П. Риппа, А. С. Олексюк, В. Н. Олейко. — Львов, 1987. — Деп. УкрНИИНТИ, Львовский МТЦНТИ, Серия 1: АСУ и СВТ, № 87-219.
- 13. Организация решения аналитических задач средствами СУБД / С. П. Риппа, А. С. Олексюк // Машинная обработка информации. — Вып. 43: Респ. межвед. научн. сб. — К. : Вища школа, 1987. — С. 31–37.
- 14. Технология алгоритмического обеспечения экономических задач на основе языковой модели данных / С. П. Риппа, Н. Г. Зайцев, А. С. Олексюк, В. Н. Олейко // Совершенствование автоматизации планирования и управления общественным производством: матер. Респ. научн.-практ. семинара. — Тернополь: ТФЭИ, 1987. — 21 с. — Деп. в УкрНИИНТИ.
- 15. Пути создания баз знаний для автоматизированной обработки метрологической измерительной информации / С. П. Риппа, А. А. Саченко // VI Всесоюз. конф. «Проблемы метрологического обеспечения систем обработки измерительной информации»: тез. док., 27–29 окт. 1987 г., Москва. — М., 1987. 1989
- Т. В. Лендюк, С. П. Ріппа. Прийняття рішень в проектному менеджменті в закладах вищої освіти. Збірник тез міжнародної науково-практичної конференції «Проблеми впровадження інформаційних технологій в економіці та бізнесі», м. Ірпінь, травень 2003 р. — с. 474—477.
- Лендюк Т. В., Ріппа С. П. Математичні моделі мінімізації використання ресурсів проектного менеджменту з використанням циклічних мережевих моделей. Вісник Тернопільської академії народного господарства, № 4, 2003. — с. 135—143.